# UFC 224
UFC 224: Nunes vs. Pennington var en MMA-gala som arrangerades av Ultimate Fighting Championship och ägde rum 12 maj 2018 i Rio de Janeiro i Brasilien. 

## Resultat
1. ↑  Titelmatch i bantamvikt.
2. ↑  Catchweight 123 lbs.[2]